# 仲梦颖
仲梦颖（1990年3月14日—），中国女子铁人三项运动员，她曾获得2014年亚洲沙滩运动会混合接力银牌、2018年亚洲运动会女子个人银牌。她也曾参加2020年夏季奥林匹克运动会。